# Zombo (district)
Zombo is een district in het noorden van Oeganda. Hoofdstad van het district is de stad Zombo. Het district telde in 2014 240.081 inwoners en in 2020 naar schatting 283.100 inwoners op een oppervlakte van 939 km². 91% van de oppervlakte van het district wordt gebruikt voor de landbouw of andere activiteit. Van de bevolking woont meer dan 81% op het platteland.
Het district werd opgericht in 2009 door afsplitsing van het district Nebbi. In het westen en zuiden grenst het district aan Congo-Kinshasa. Verder grenst het aan de Oegandese districten Arua en Nebbi. Het district is opgedeeld in de sub-county's Kango, Jangokoro, Nyapea, Paidha, Zeu, Atyak, Abanga en Warr en de steden Paidha Town Council en Zombo Town Council. 